# Brian Geraghty
Pour les articles homonymes, voir Geraghty.
Brian Timothy Geraghty est un acteur américain, né le 13 mai 1975 à Toms River (New Jersey).
Il est principalement connu pour son rôle dans le film Démineurs (2009) de Kathryn Bigelow.

## Biographie

### Enfance et formation
D'ascendance irlandaise, Brian Geraghty naît le 13 mai 1975 à Toms River. Il y suit des cours à la Toms River High School East (en) et obtient son diplôme en 1993. Il étudie ensuite à la Neighborhood Playhouse School of the Theatre de New York, où il commence sa carrière professionnelle, puis emménage à Los Angeles.

### Carrière
Son rôle dans la série dramatique Les Soprano en 1999 attire l’attention d'Hollywood. Il enchaîne alors des rôles plus importants, dans des films comme Jarhead : La Fin de l'innocence (2005), Coast Guards (2006), Bobby (2006), We Are Marshall (2006) ou Démineurs (2009),. Il apparaît également dans New York, unité spéciale en 2010, où il incarne un homme qui contamine des femmes par le VIH.

### Vie personnelle

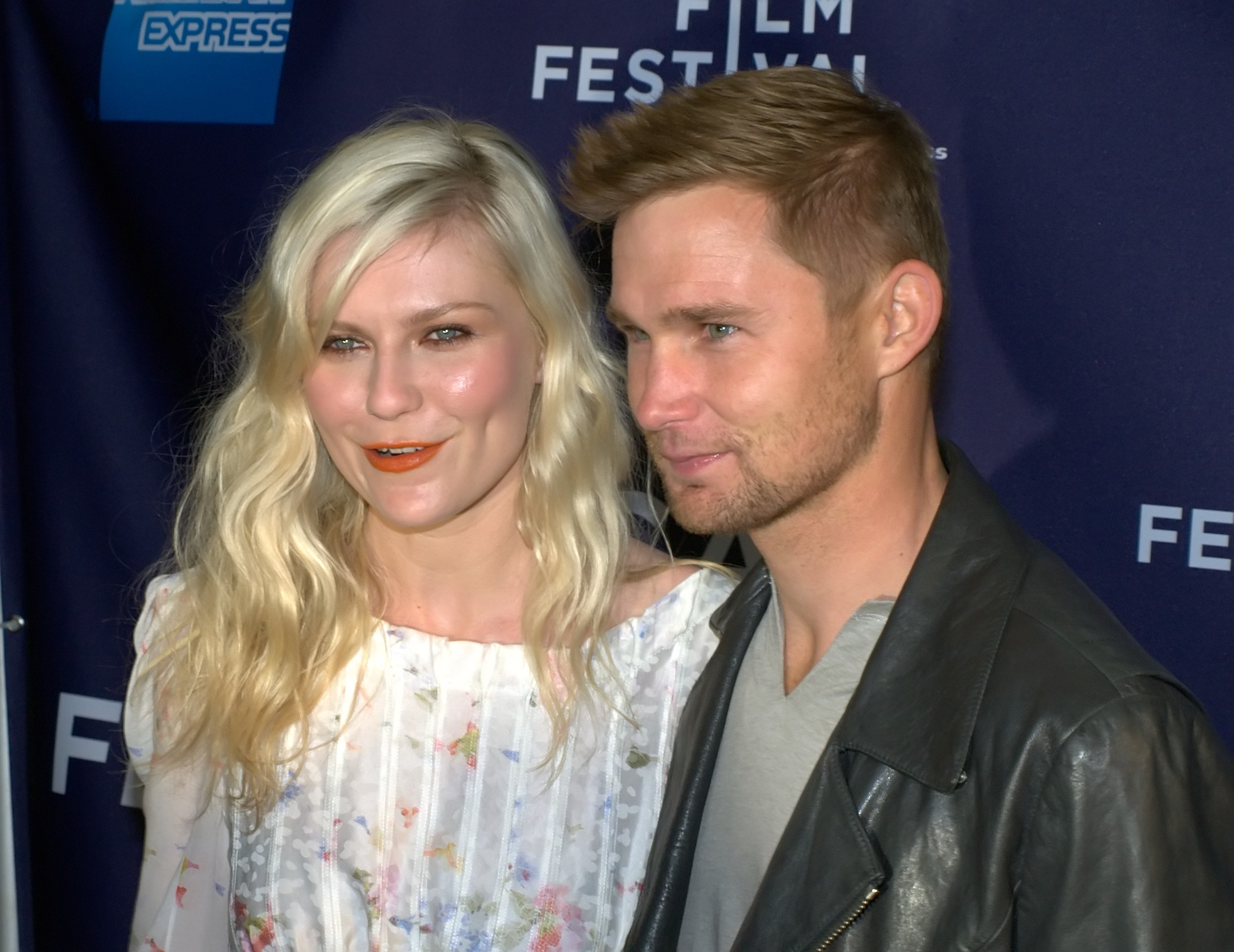
Brian Geraghty en compagnie de Kirsten Dunst en 2010.

Pendant son temps libre, Geraghty aime surfer,. Il a été en couple avec l’actrice Krysten Ritter de 2011 à 2013,.

## Filmographie

### Cinéma
- 2002 : Town Diary : le jeune Frank Ryan
- 2002 : Aller simple pour Manhattan : le nouveau policier
- 2003 : Earl & Puppy : Terry
- 2004 : L’Histoire (Stateside) : Chris
- 2005 : Cruel World (en): Collin
- 2005 : Conversation(s) avec une femme (Conversations with Other Women) : le jeune marié
- 2005 : Jarhead : La Fin de l'innocence (Jarhead) : Fergus
- 2006 : Art School Confidential : Stoob
- 2006 : Terreur sur la ligne (When a Stranger Calls) : Bobby
- 2006 : Bobby d’Emilio Estevez : Jimmy
- 2006 : Coast Guards (The Guardian) : Billy Hodge
- 2006 : The Elder Son (en) : Greg
- 2006 : We Are Marshall : Tom Bogdan
- 2007 : An American Crime : Bradley
- 2007 : I Know Who Killed Me : Jerrod Pointer
- 2008 : Le Prix de la trahison (Love Lies Bleeding) : Duke
- 2009 : Easier with Practice (en): Davy Mitchell
- 2009 : Démineurs (The Hurt Locker) : Owen Eldridge
- 2010 : Seven Days in Utopia : Jake
- 2010 : Le Caméléon : Brian Jansen
- 2010 : Open House : David
- 2010 : Krews : Henry Mcfarlin
- 2012 : 10 ans déjà ! (Ten Years) de Jamie Linden : Matthew Liamsworth
- 2012 : ATM : David
- 2012 : Gay Dude (en): Jack, le grand frère de Matty
- 2012 : Flight : Ken Evans
- 2017 : My Days of Mercy : Weldon
- 2019 : Extremely Wicked, Shockingly Evil and Vile : Dan Dowd

### Télévision
- 1999 : New York, police judiciaire (Law and Order) : Phillip Ludwick
- 1999 : Les Soprano (The Sopranos) : le garçon au comptoir
- 2001 : Ed : Ari
- 2010 : New York, unité spéciale (saison 11, épisode 11) : Peter Butler
- 2012 : True Blood : Brian Eller
- 2013 : Boardwalk Empire : Warren Knox
- 2014 : Ray Donovan : Jim Halloran
- 2014-2019 : Chicago Police Department : Officier Sean Roman (saisons 2 à 3 et invité saison 7 épisode 15)
- 2018 : L'Aliéniste : Theodore Roosevelt
- 2020 : Big Sky : Ronald Pergman
- 2020 : Briarpatch : Gene Colder
- 2022 : Gaslit (mini-série)
- 2022 : 1923 (série TV) : Zane

### Courts métrages
- 2010 : Bastard de Kirsten Dunst : un homme
- 2010 : The Second Bakery Attack de Carlos Cuarón : Dannews

## Voix françaises
En France
En France, Alexandre Gillet est la voix française la plus régulière de Brian Geraghty.
Au Québec, Brian Geraghty est doublé par plusieurs comédiens, dont Hugolin Chevrette-Landesque.
| - Alexandre Gillet dans : - Le Prix de la trahison - ATM - Ray Donovan (série télévisée) - Chicago Police Department (série télévisée) - Chicago Fire (série télévisée) - Chicago Med (série télévisée) - Briarpatch (série télévisée) - Big Sky (série télévisée) - Yannick Blivet dans : - An American Crime - Extremely Wicked, Shockingly Evil and Vile | - Olivier Chauvel dans : - Flight - Boardwalk Empire (série télévisée) et aussi - Thomas Roditi dans Jarhead : La Fin de l'innocence - Stéphane Fourreau dans We Are Marshall - Bruno Forget dans Bobby - Alexis Tomassian dans Coast Guards - Patrick Mancini dans Démineurs - Yann Guillemot dans L'Aliéniste (série télévisée) - Cédric Dumond dans 1923 (série télévisée) |

Au Québec
Note : La liste indique les titres québécois.
- Hugolin Chevrette-Landesque dans : 
  - Je sais qui m'a tuée
  - Le Gardien

et aussi
- Nicolas Charbonneaux-Collombet dans Jarhead
- Patrice Dubois dans Terreur sur la ligne
- Philippe Martin dans L’Esprit d’une équipe
- Martin Watier dans Bobby

## Distinctions
- 2009 : “Best Ensemble Cast” (litt. « meilleur casting d’ensemble »), partagé avec Jeremy Renner, Anthony Mackie, Ralph Fiennes, Guy Pearce, David Morse, et Evangeline Lilly pour le film Démineurs à la 8e cérémonie des Washington D.C. Area Film Critics Awards (WAFCA)
- 2009 : “Best Ensemble Performance” (litt. « meilleure performance d’ensemble »), partagé avec Jeremy Renner, Anthony Mackie, Ralph Fiennes, Guy Pearce, David Morse, et Evangeline Lilly pour le film Démineurs à la 19e cérémonie (en) des Gotham Independent Film Awards
- “Ensemble of the Year” (litt. « ensemble de l’année »), pour le film Bobby aux Hollywood Film Award (HFA)